# Hifumi Abe
Hifumi Abe (japonês:阿 部 一 二三; Kobe, 9 de agosto de 1997) é um judoca japonês.
Participou nos Jogos Olímpicos de Verão de 2020, obtendo duas medalhas, ouro na categoria de –66 kg e prata na equipa mista, feito que repetiu nos Jogos Olímpicos de Verão de 2024. Conquistou o título do Campeonato Mundial em 2017, 2018, 2022 e 2023, além da terceira colocação em 2019 e do segundo lugar no Campeonato Mundial de Júniores em 2014. Foi escolhido como embaixador dos Jogos Olímpicos de Tóquio em 2020.

## Biografia
Ele começou a competir na escola primária. Seu pai, Koji, é um bombeiro no Corpo de Bombeiros da cidade de Kobe. Ele era frequentemente derrubado por Nami Nabekura quando eles estavam no ensino fundamental. Ele disse que tal experiência fez de mim o que sou. Seu nome em kanji diz, "um, dois, três".

## Palmarés
Atual campeão mundial meio-leve. Abe ganhou destaque depois de se tornar o campeão olímpico da juventude em 2014. Ele venceu o Tokyo Grand Slam no final daquele ano, com apenas 17 anos, batendo o então campeão mundial Masashi Ebinuma . Ele foi o medalhista de prata no Campeonato Mundial junior em Fort Lauderdale .
Abe é o atual campeão nacional meio-leve no Campeonato Japonês de Judô e conquistou a medalha de ouro na competição até 66 kg nos Jogos Olímpicos de 2020 em Tóquio, Japão.
| Jogos Olímpicos    | Jogos Olímpicos      | Jogos Olímpicos   | Jogos Olímpicos |
| Ano                | Lugar                | Medalha           | Categoria       |
| ------------------ | -------------------- | ----------------- | --------------- |
| 2020               | Tóquio ( Japão)      | Medalha de ouro   | –66 kg          |
| 2020               | Tóquio ( Japão)      | Medalha de prata  | Equipa mista    |
| Campeonato Mundial |                      |                   |                 |
| Ano                | Lugar                | Medalha           | Categoria       |
| 2017               | Budapeste ( Hungria) | Medalha de ouro   | –66 kg          |
| 2018               | Baku ( Azerbaijão)   | Medalha de ouro   | –66 kg          |
| 2019               | Tóquio ( Japão)      | Medalha de bronze | –66 kg          |